# Cleocnemis nigra
Cleocnemis nigra är en spindelart som beskrevs av Cândido Firmino de Mello-Leitão 1943. Cleocnemis nigra ingår i släktet Cleocnemis och familjen snabblöparspindlar. Inga underarter finns listade i Catalogue of Life.